# Kaffrer
Kaffrer är en grupp varandra närstående bantufolk i sydöstra Afrika, främst pondo, zulu, swazi, xhosa. Deras område kallades förr Kaffraria, ”kaffrernas land". Någon särskild stam med namnet kaffrer finns inte, utan ordet kommer från det arabiska kafir, ”otrogen”. Det togs upp från arabiska köpmän av de portugisiska upptäckarna på 1500-talet som gemensam benämning för alla invånare på Afrikas sydöstra kust.
Från sitt ursprungliga hem, som antas ha legat i Zambeziområdet, har kaffrer sedan 1600-talet företagit vandringar söderut och i strider med andra bantufolk, khoikhoi och vita lagt under sig stora områden samt grundat betydande riken. Ända till mot slutet av 1800-talet baserade de till stor del sin existens på krig och plundring. Huvudnäring är boskapsskötsel och jordbruk. Kaffrer har i gångna tider särskilt genom sin krigiska duglighet spelat en stor roll i Sydafrikas historia och i dess etnografi.

## Nedsättande term
Kaffer användes som en nedsättande term för svarta och färgade i Sydafrika under apartheid. Ordet används fortfarande och ses lika nedsättande nu som då bland den icke-vita majoriteten. Skillnaden är att sådana nedsättande termer efter apartheidens avskaffande inte heller bland de flesta vita ses som acceptabla.